# Hyllisia indica
Hyllisia indica är en skalbaggsart som beskrevs av Stefan von Breuning 1947. Hyllisia indica ingår i släktet Hyllisia och familjen långhorningar. Inga underarter finns listade i Catalogue of Life.